# Vegard Ulvang
Vegard Ulvang (Kirkenes, 10. listopada 1963.) umirovljeni je norveški trkač na skijama, trostruki olimpijski pobjednik.
Posebno je zapamćen njegov nastup na Zimskim olimpijskim igrama u Albertvilleu 1992. godine kada su on i njegov sunarodnjak Bjørn Dæhlie osvojili svaki po tri zlatne medalje i na taj način potpuno dominirali tim sportom. Bio je i svjetski prvak u dva navrata.
Na ceremoniji otvaranja Zimskih igara u Lillehammeru 1994. godine dobio je čast u ime svih natjecatelja izreći zakletvu sportaša.